# Пийс Потидж
Пийс Потидж (на английски: Pease Pottage) е село в графство Западен Съсекс, област Среден Съсекс. Намира се 49 км североизточно от град Чичестър и 48 км южно от Лондон.

## ФК Пийс Потидж Вилидж
ФК Пийс Потидж Вилидж е футболният клуб на село Пийс Потидж създаден през 1900 г. Понастоящем играят в Съсекс Каунти футболна лига, трета дивизия.
Клубът е имал различни проблеми, свързани със земята през последните години. За да се наложи в Съсекс Каунти лигата, тимът трябва да се мести от терена си, така че игрището да е по-ниско от въздушните електропроводи.